# NU Андромеды
NU Андромеды (лат. NU Andromedae) — одиночная переменная звезда в созвездии Андромеды на расстоянии (вычисленном из значения параллакса) приблизительно 18100 световых лет (около 5549 парсеков) от Солнца. Видимая звёздная величина звезды — от +16,8m до +16,3m.

## Характеристики
NU Андромеды — жёлто-белая пульсирующая переменная звезда типа RR Лиры (RRC) спектрального класса F. Эффективная температура — около 7348 K.